# Motocannoniera missilistica
Le motocannoniere missilistiche sono piccole unità navali da pattugliamento e interdizione, molto veloci (più di 50 nodi) e di varie dimensioni (da 40 a 500 t di dislocamento), armate con lanciamissili e altri sistemi d'arma ausiliari che le rendono capaci di una efficace ed elevata potenza di fuoco, specialmente nella lotta antinave. Rientrano in questa categoria, gli aliscafi, le motocannoniere, le motovedette. 

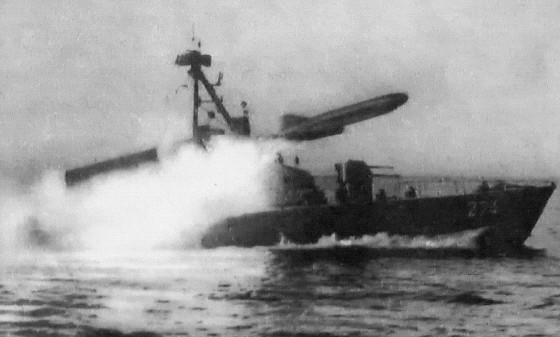
Una classe Komar che lancia un missile

Le navi da guerra di questa tipologia nascono sia dai progressi della guerra elettronica, sia dall'esigenza tattica di evitare di stringere troppo le distanze quando si tratta di attaccare bersagli importanti e ben protetti. Questo è un tipo di azione che i radar moderni hanno dimostrato di poter controbattere, e così alle motosiluranti, svantaggiate anche perché prive di siluri guidati, si è dato un sostituto che ha visto il missile al posto del siluro. 
È quello che è successo con la prima classe di unità missilistiche di un qualche rilievo, se non la prima in assoluto, le FAC classe Komar, che sono motosiluranti Classe P6 con i quattro siluri sostituiti da 2 missili SS-N-2 Styx. Da allora è stato un proliferare di tipi variamente armati, sempre più ingranditi e potenziati, ma l'esigenza di una migliore difesa aerea che non fosse solo la velocità ha incrinato l'utilità delle piccole navi, mentre la necessità manifestata anche da piccole marine per elicotteri imbarcati ha dato il colpo di grazia: a questo punto il problema non era solo quello di aggiungere qualche missile o cannone, ma di avere una nave abbastanza grande da far operare efficacemente un elicottero. L'evoluzione della serie di unità Saar israeliane rende bene l'idea, di come si sia passati da navi da 250 a 1200 ton. Alla fine, si può dire che l'evoluzione ha portato a corvette o fregate leggere, ma molte motocannoniere missilistiche solcano i mari a tutt'oggi, specie in contesti operativi in cui il nemico non è superiore in maniera schiacciante.